# Martti Miettunen

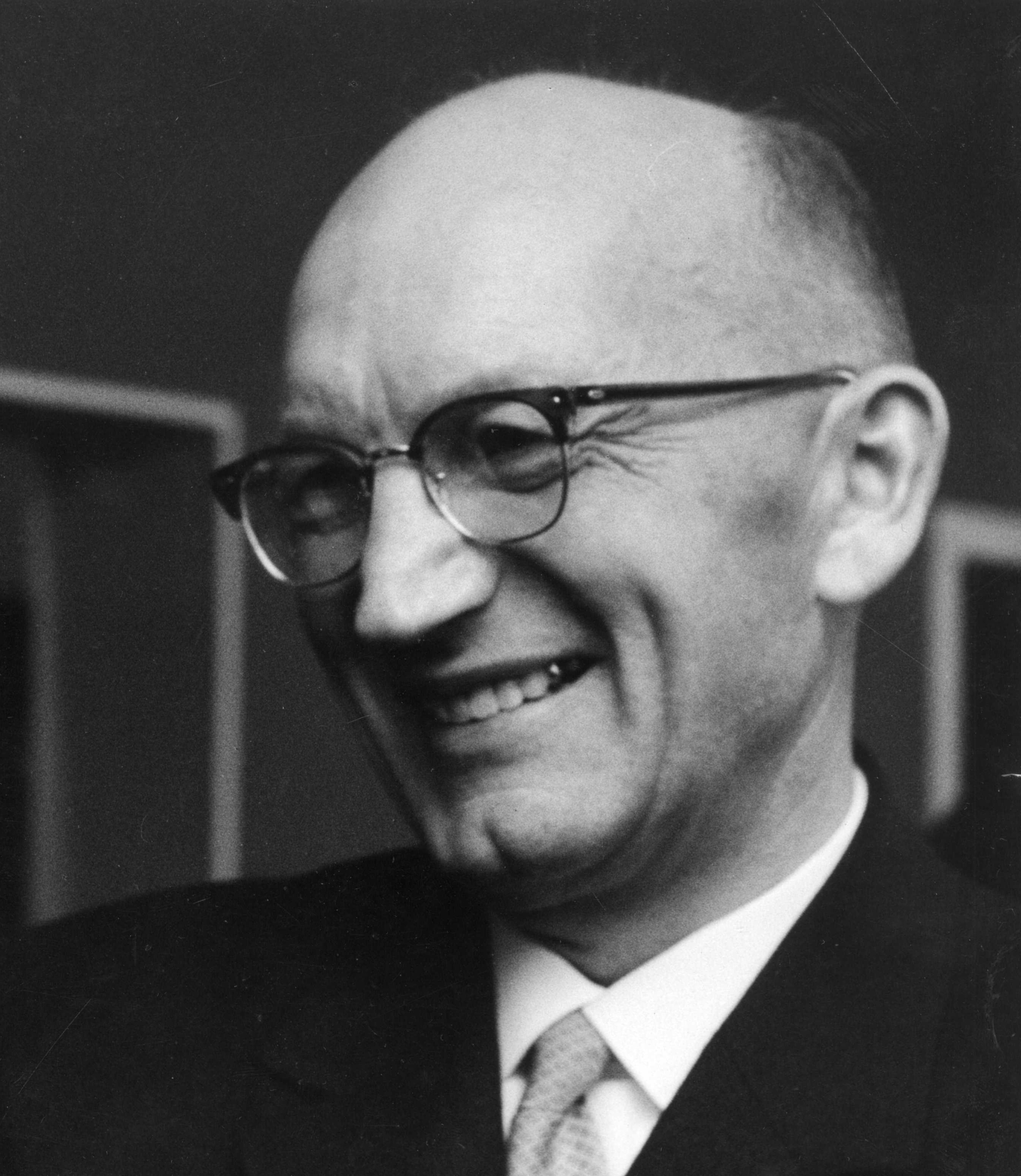
Martti Miettunen

Martti Johannes Miettunen (Simo, 17 april 1907 - Kauniainen, 19 januari 2002) was een Fins politicus.

## Levensloop
In 1932 studeerde Martti Mietunen af in de landbouwkunde. In 1945 werd hij als lid van de Finse Agrarische Partij (sinds 1965 Centrumpartij geheten) in het Finse parlement (Eduskunta) gekozen. Hij was meerdere malen minister van Landbouw (1951-1953, 1956-1957 en 1958-1959) en van 1956 tot 1957 was hij minister van Financiën. 
Van 14 november 1958 tot 1973 was hij gouverneur van de Provincie Lapland.
Van 14 juli 1961 tot 13 april 1962 was hij voor de eerste keer premier. Hij stond aan het hoofd van een kabinet dat uitsluitend uit Agrariërs (ML) bestond.
Op 30 november 1975 vormde Miettunen een tweede kabinet. Dit kabinet bestond uit de KESK, de SDP (sociaaldemocraten), de SKDL (communisten), de SFP (Zweedse Volkspartij) en de LKP (liberalen). Hoewel de communistische SKDL meeregeerde kon Miettunen slechts rekenen op de steun van de hervormingsgezinde factie van partijvoorzitter Aarne Saarinen. De sociaaldemocratische SDP die fel tegen samenwerking met de SKDL was en SKDL die op haar beurt weer ageerde tegen de SDP raakten in een interne kabinetsstrijd verwikkeld. In september 1976 diende Miettunen zijn ontslag in bij president Kekkonen omdat er onenigheid over de begroting was ontstaan. Miettunen vormde daarop een nieuwe regering bestaande uit KESK/SFP/LKP.
In mei 1977 diende Miettunen zijn ontslag in en hij werd opgevolgd door de sociaaldemocraat Taisto Kalevi Sorsa (15 mei 1977).
Bij elkaar was Miettunen 4300 dagen minister, vierde langste in de geschiedenis van Finland.
Marrti Miettunen gold als de rechterhand van president Urho Kekkonen. Hij overleed op 94-jarige leeftijd op 19 januari 2002.